# Australtölpel

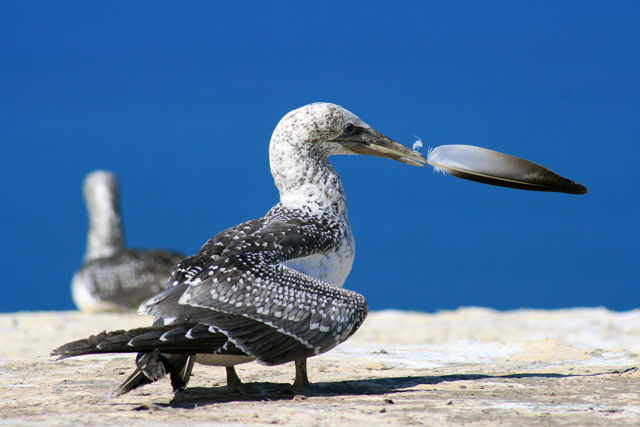
Jungvögel des Australtölpels, der eine Feder im Schnabel trägt

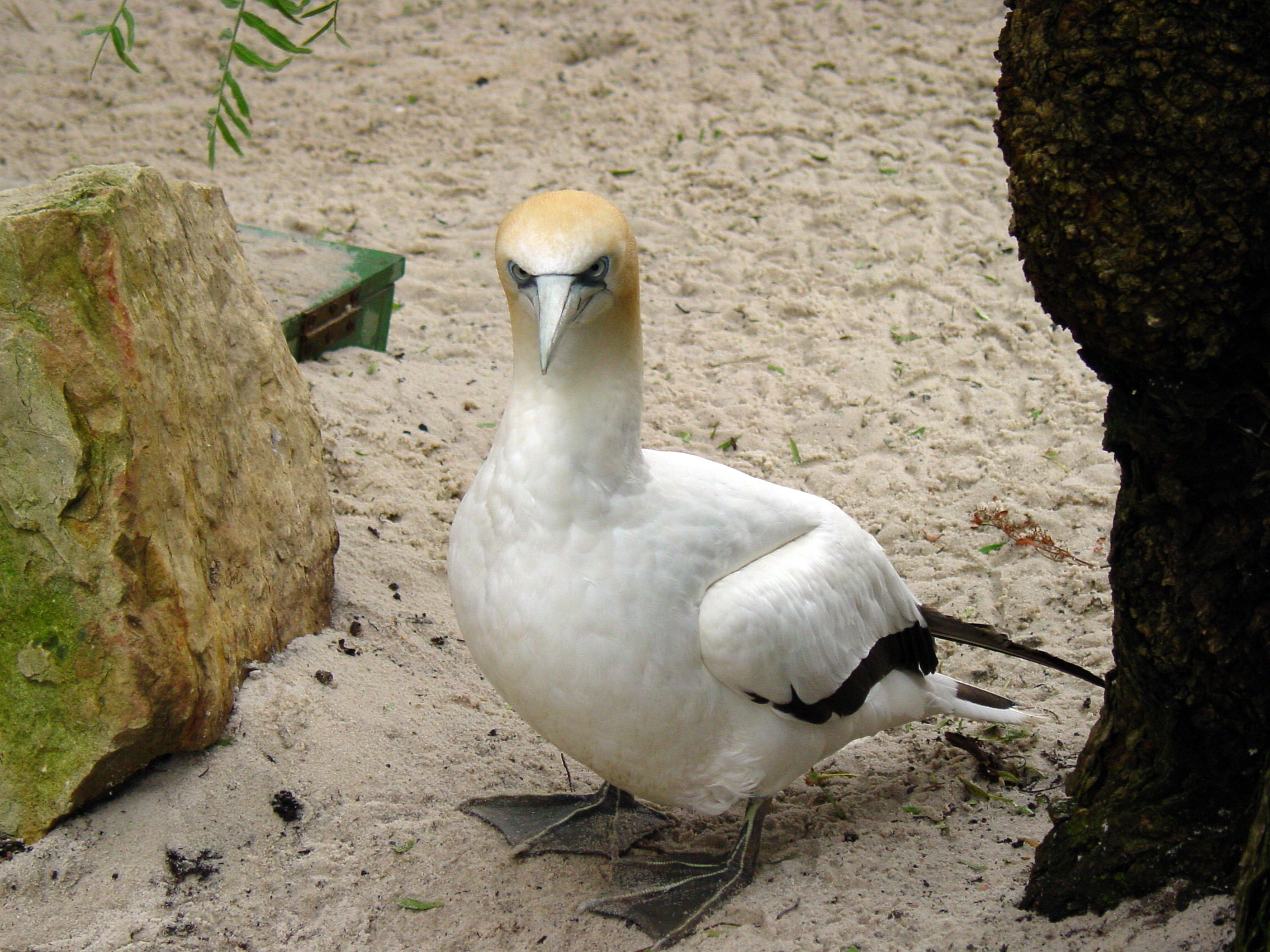
Adulter Australtölpel

Der Australtölpel (Morus serrator), auch Australischer Tölpel genannt, ist ein knapp gänsegroßer Meeresvogel aus der Familie der Tölpel. In seinem Erscheinungsbild erinnert er an Bass- und Kap-Tölpel. Innerhalb der Familie der Tölpel ist er die am weitesten südlich brütende Art. Trotz seines Namens gehört der Australtölpel eher zur Fauna Neuseelands als zu der Australiens: Die weit größere Zahl von Brutkolonien und Individuen finden sich in Neuseeland.

## Erscheinungsbild

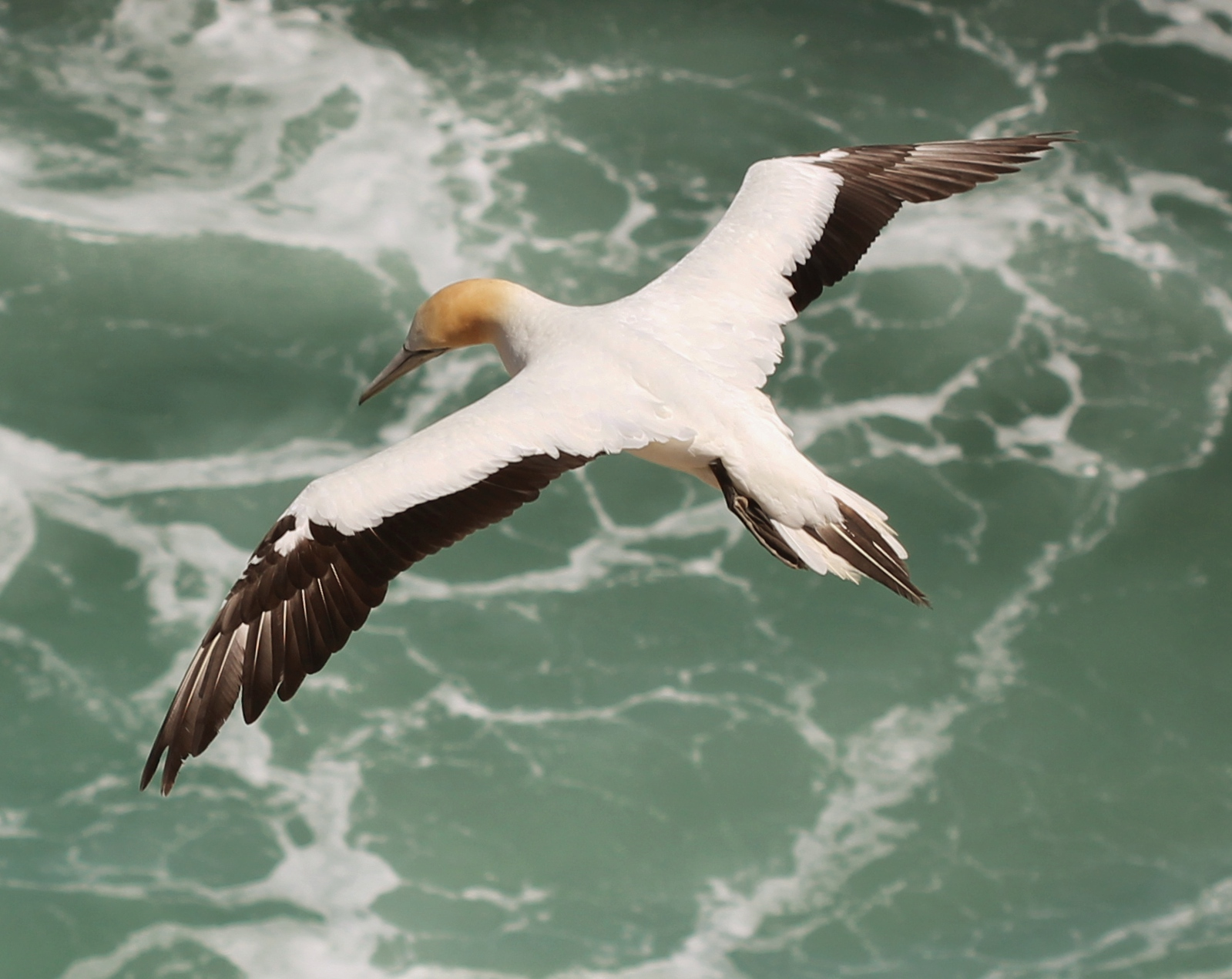
Flugbild des Australtölpels von oben

Der Australtölpel erreicht eine Körpergröße von 84 bis 91 Zentimetern. Die Flügel haben eine Länge von 44 bis 48,5 Zentimetern. Die Flügelspanne beträgt zwischen 170 und 200 Zentimeter. Sie wiegen ausgewachsen zwischen 2 und 2,8 Kilogramm.
Das Körpergefieder der adulten Australtölpel ist überwiegend weiß. Kopf und Hals sind gelb überwaschen, wobei die Gelbfärbung jahreszeitlich und individuell variiert. Die Schwingen, die Flügeldecken und die mittleren Schwanzfedern sind bis auf die erste Schwinge schwarz. Der Schnabel ist blaugrau und an der Schnabelbasis durch schwarze, unbefiederte Haut vom Kopfgefieder abgesetzt. Die Augen sind grau mit einem blauen Augenring. Die Beine sind schwarzgrau. Jungvögel sind überwiegend graubraun gefiedert.
Tölpel sind grundsätzlich mit keinen anderen Vögeln zu verwechseln. Der Australtölpel weist zwar große Ähnlichkeit mit anderen Tölpelarten auf, der sehr ähnliche Basstölpel kommt aber auf der Südhalbkugel nicht vor und der Kaptölpel erreicht den australischen Kontinent nur als Irrgast. Einzelne Kaptölpel wurden mehrfach in einer Bucht nahe Port Phillip in Brutkolonien des Australtölpels nachgewiesen und in Südafrika beringte Kaptölpel vor der westaustralischen Küste gefangen. Da der Kaptölpel nur aus größerer Nähe vom Australtölpel unterschieden werden kann, ist es allerdings möglich, dass Kaptölpel relativ regelmäßig Australien erreichen.

## Bestand und Verbreitung

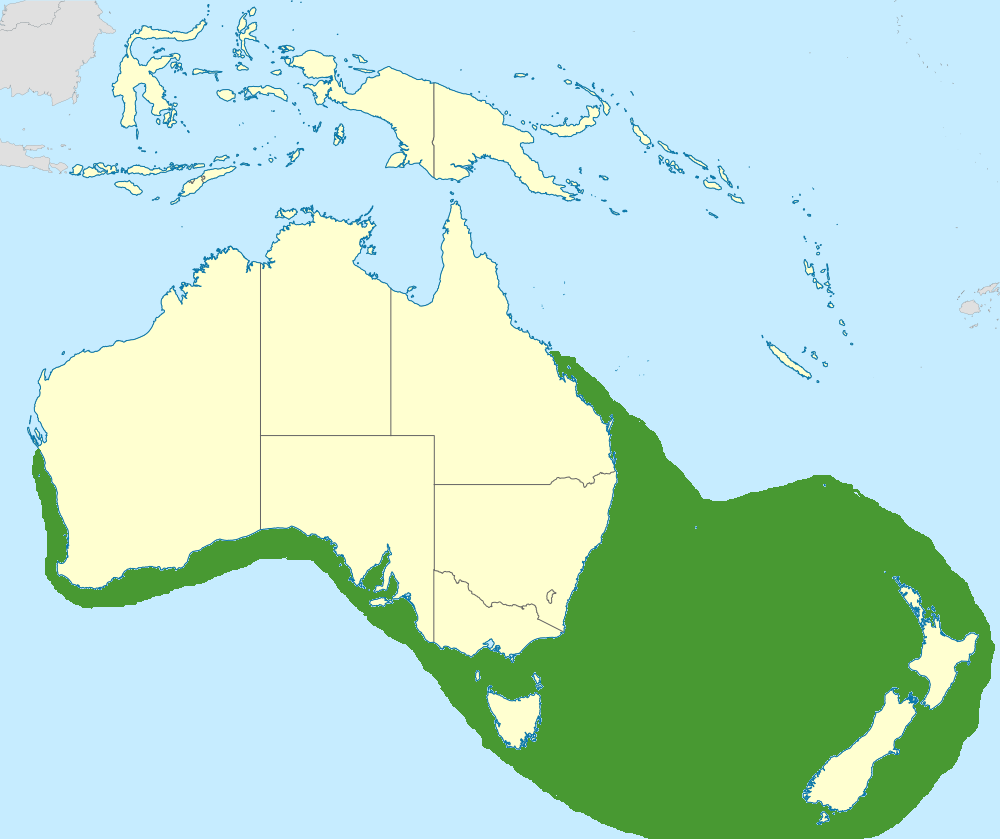
Verbreitung des Australtölpels

Der Australtölpel ist nach dem Graufußtölpel die zweitseltenste Tölpelart. Die Anzahl der Brutpaare wird auf 70.000 bis 75.000 geschätzt. Das Brutgebiet befindet sich zwischen 32° 12’ S bis 46° 36’ S. 99 Prozent des Weltbestandes brütet jedoch in einer Zone von 34° bis 40° S. Wie die beiden Schwesterarten Basstölpel und Kaptölpel nutzt der Australtölpel kühle, aber nahrungsreiche Meerwasserregionen.
Kleine Brutkolonien des Australtölpels finden sich an der Süd- und Ostküste Australiens sowie an der Küste Tasmaniens. Die meisten Brutkolonien befinden sich an der Küste Neuseelands. Drei Brutkolonien befinden sich dabei auf dem neuseeländischen Festland, die übrigen auf kleinen Inseln vor der neuseeländischen Küste.
Nach der Fortpflanzungszeit verlassen die adulten Australtölpel die Brutkolonien für einen Zeitraum von drei bis vier Monaten. Jungvögel ziehen während ihrer ersten drei bis vier Lebensjahre in Regionen, die mehrere tausend Kilometer abseits ihrer Brutkolonien liegen.

## Fortpflanzung
Die Fortpflanzungsweise des Australtölpels ist auf Grund mehrerer langjähriger Studien gut bekannt. Studienobjekt waren mehrere größere Brutkolonien vor der neuseeländischen Küste. Australtölpel ziehen pro Jahr nur ein Gelege groß, legen aber regelmäßig Ersatzgelege, wenn entweder das Gelege verloren geht oder der Jungvogel vor seinem achten Lebenstag stirbt. Zu Nachgelegen kann es bereits acht Tage nach dem Verlust des Geleges kommen. Der längste beobachtete Intervall zwischen Verlust eines Jungvogels und der Ablage eines neuen Eis betrug 34 Tage. In diesem Fall starb der Jungvogel im Alter von fünf Tagen. Eier gehen unter anderem deswegen verloren, weil Australtölpel kaum in der Lage sind, ein aus dem Nest gerolltes Ei wieder zurückzuholen.
Die Brutkolonien können sehr klein sein und lediglich zwei Nester umfassen. In der Regel sind aber eine größere Zahl von Brutpaaren versammelt, große Kolonien bestehen aus bis zu 8.000 Nestern. Standort der Brutkolonien sind gewöhnlich Inseln mit Steilküsten, in den Kolonien brüten gewöhnlich keine anderen Arten. Die Fortpflanzungszeit fällt grundsätzlich in den Zeitraum Juli bis Februar. Grundsätzlich wählen Australtölpel als Niststandort flache Abschnitte auf nur schwer zugänglichen Inseln mit Steilküste. Gewöhnlich bedecken die Nester einer Kolonie die höchsten Stellen der Insel. Der Standort weist gewöhnlich keine Vegetation auf, da die Vögel diese zertrampeln und die Menge an Guano die Pflanzen absterben lässt. Die Eiablage innerhalb der Brutkolonie ist nicht synchronisiert. In einer vor der neuseeländischen Küste beobachteten Kolonie erstreckte sich der Zeitraum der Eiablage über 13 Wochen.
Die Nester bestehen aus Seetang, Gras, Erde und Treibgut jeglicher Art. Das Nistmaterial wird überwiegend vom Männchen gesammelt. Dieses überreicht das Nistmaterial dem Weibchen, die es verbaut. Aus nicht besetzten Nestern in der Nachbarschaft stehlen sie regelmäßig Nistmaterial. Die Nester werden jedes Jahr neu errichtet, da das Wetter während des Winterhalbjahres die Nester des Vorjahres zerstört, wobei am Nest über die gesamte Brutperiode hinweg gebaut wird. Unter anderem nimmt die Randhöhe des Nestes zu, da Australtölpel die Brutzeit über Exkremente am Nestrand absetzen. Die Nester sind im Durchschnitt etwa 10 bis 20 Zentimeter hoch.
Das Gelege besteht nur aus einem Ei. Dieses ist von elliptischer bis ovaler Form. Die Oberfläche ist matt und rau. Frisch gelegte Eier sind zunächst blassblau und werden weiß, wenn sie trocknen. Beide Elternvögel brüten, allerdings ist der Anteil des Weibchens am Brutgeschäft etwas größer. Die Brutzeit beträgt durchschnittlich 44 Tage. Die Elternvögel bebrüten das Ei, indem sie es mit den gut durchbluteten Schwimmhäuten von beiden Seiten umfassen.

Frisch geschlüpfte Jungvögel haben zunächst für zwei bis drei Tage die Augen geschlossen. Sie sind anfangs kaum befiedert und sind erst im Alter von rund zwei Wochen dicht mit etwa ein Zentimeter langen Dunen bedeckt. Das Dunengefieder haben sie erst vollständig verloren, wenn sie ein Lebensalter von 80 bis 94 Tagen erreicht haben. Die Jungvögel des Australtölpels wachsen sehr schnell heran. Bereits in einem Alter von drei Wochen haben sie eine Größe erreicht, bei der sie beim Hudern nicht vollständig durch die Elternvögel bedeckt sind. Während des Huderns sitzen die Jungvögel auf den Schwimmhäuten ihrer Elternvögel.

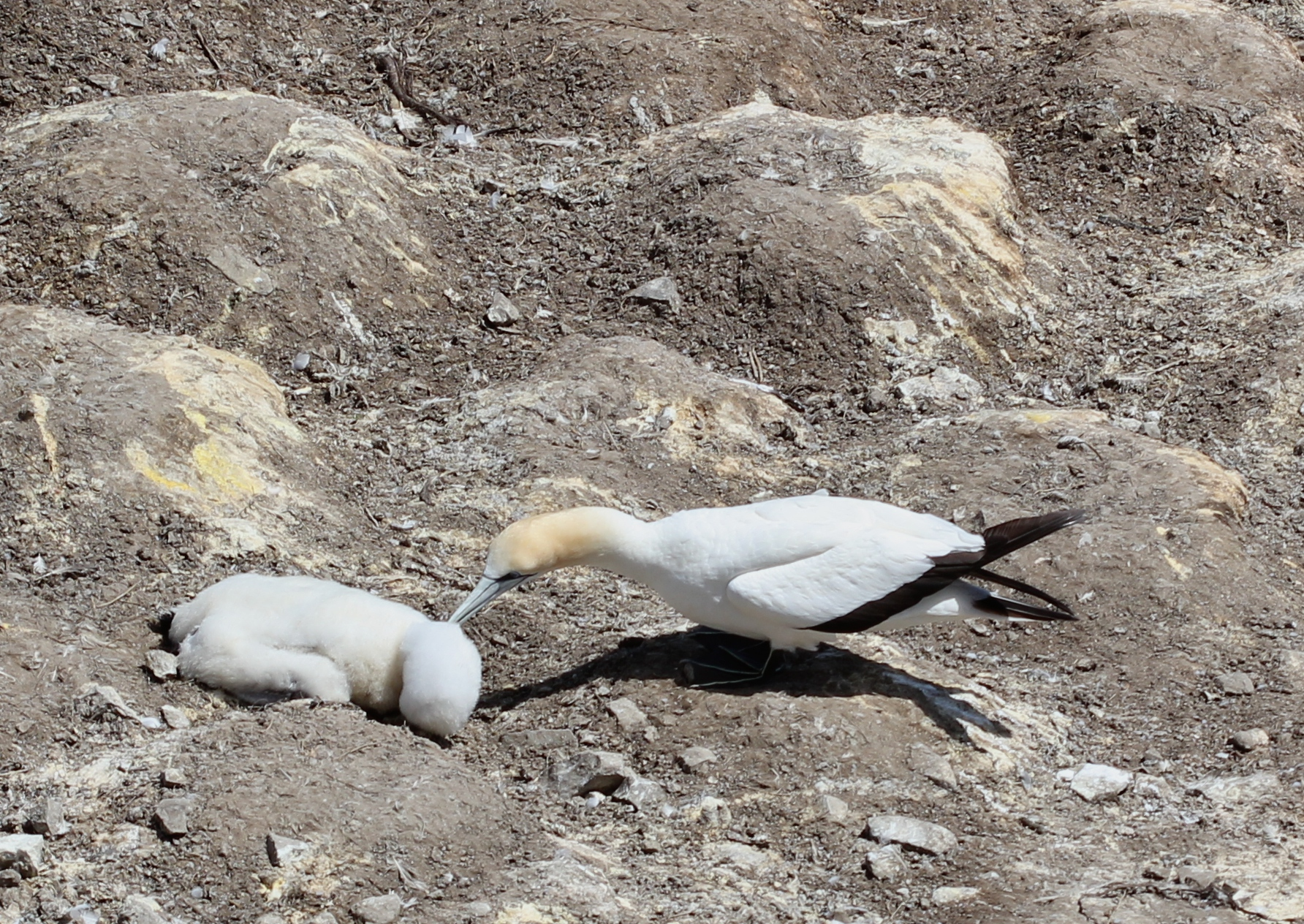
Australtölpel mit Dunenküken

Die Versorgung des Jungvogels endet, wenn dieser das Nest verlässt. Normalerweise sind Jungvögel des Australtölpels mit 107 bis 109 Tagen flügge. Jungvögel suchen den Rand einer Klippe oder eines Steilhangs auf und fliegen von dort aus los. Sie brüten erstmals im Alter von vier bis sieben Jahren.

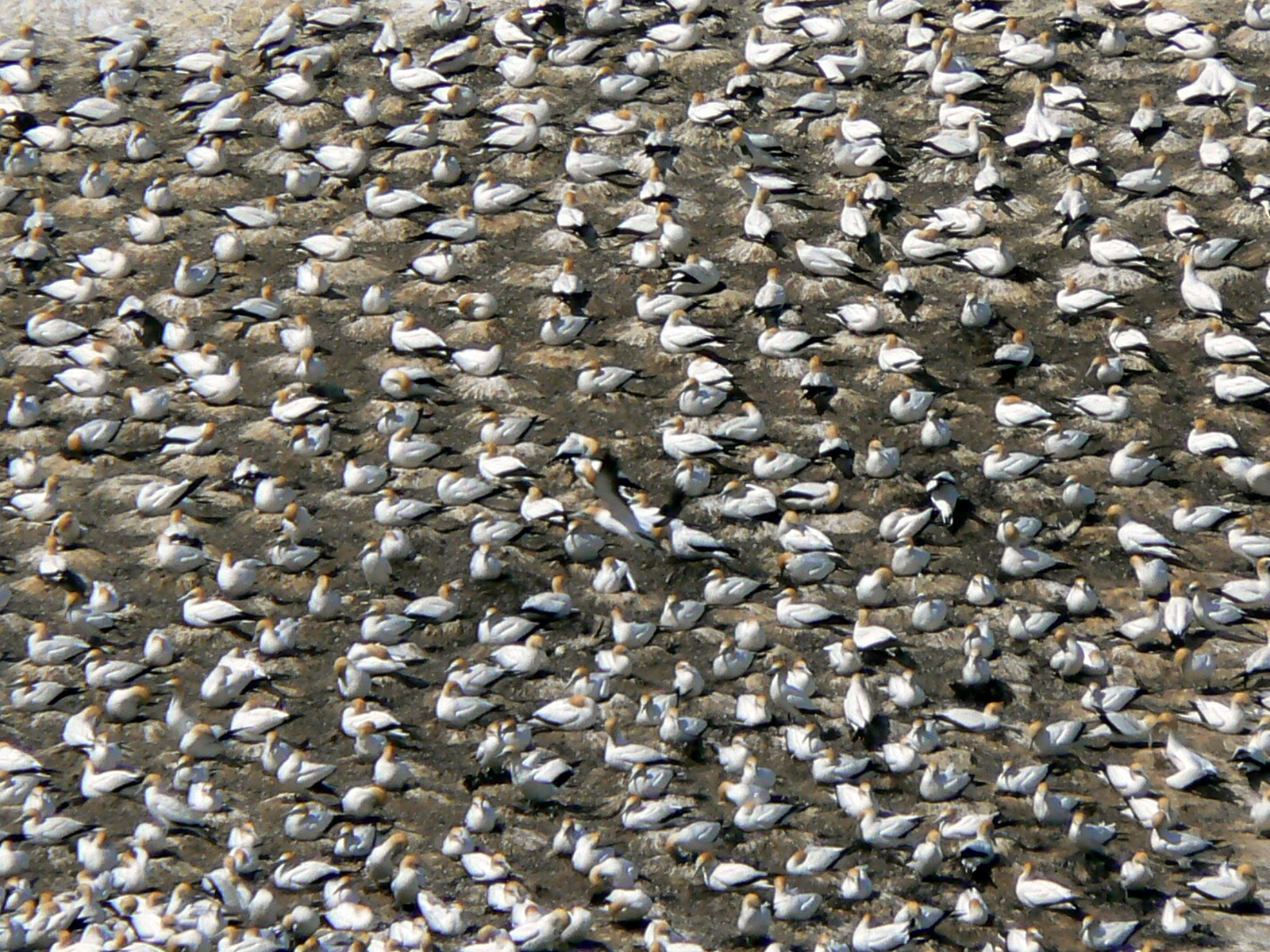
Brutkolonie des Australtölpels vor der neuseeländischen Küste

Australtölpel der in Neuseeland näher untersuchten Brutkolonien erreichten durchschnittlich ein Lebensalter von 20 Jahren. In der Regel zieht ein Brutpaar 15 Jungvögel während ihres Lebens groß, allerdings sterben von diesen 13, bevor sie selber zur Brut schreiten. Zu den Prädatoren des Australtölpels zählen verschiedene Möwenarten, die vor allem die Eier fressen.

## Systematik
Allgemein anerkannter Wissensstand ist es, die Arten der Familie der Tölpel den drei Gattungen Morus, Sula und Papasula zuzuordnen. Innerhalb dieser Zuordnung gehört der Australtölpel gemeinsam mit Kaptölpel und Basstölpel der Gattung Morus an. Das folgende Kladogramm gibt die Ergebnisse der molekularen Analyse von Friesen und Anderson, die diese Aufteilung bestätigen:
|  | Basstölpel                                                  |
|  |                                                             |
|  | \| \| Kaptölpel \| \| \| \| \| \| Australtölpel \| \| \| \| |
|  |                                                             |
|  | Kaptölpel                                                   |
|  |                                                             |
|  | Australtölpel                                               |
|  |                                                             |

|  | Kaptölpel     |
|  |               |
|  | Australtölpel |
|  |               |

|  | Basstölpel                                                  |
|  |                                                             |
|  | \| \| Kaptölpel \| \| \| \| \| \| Australtölpel \| \| \| \| |
|  |                                                             |
|  | Kaptölpel                                                   |
|  |                                                             |
|  | Australtölpel                                               |
|  |                                                             |

|  | Kaptölpel     |
|  |               |
|  | Australtölpel |
|  |               |

|  | Maskentölpel                                                  |
|  |                                                               |
|  | \| \| Guanotölpel \| \| \| \| \| \| Blaufußtölpel \| \| \| \| |
|  |                                                               |
|  | Guanotölpel                                                   |
|  |                                                               |
|  | Blaufußtölpel                                                 |
|  |                                                               |

|  | Guanotölpel   |
|  |               |
|  | Blaufußtölpel |
|  |               |

|  | Maskentölpel                                                  |
|  |                                                               |
|  | \| \| Guanotölpel \| \| \| \| \| \| Blaufußtölpel \| \| \| \| |
|  |                                                               |
|  | Guanotölpel                                                   |
|  |                                                               |
|  | Blaufußtölpel                                                 |
|  |                                                               |

|  | Guanotölpel   |
|  |               |
|  | Blaufußtölpel |
|  |               |

|  | Maskentölpel                                                  |
|  |                                                               |
|  | \| \| Guanotölpel \| \| \| \| \| \| Blaufußtölpel \| \| \| \| |
|  |                                                               |
|  | Guanotölpel                                                   |
|  |                                                               |
|  | Blaufußtölpel                                                 |
|  |                                                               |

|  | Guanotölpel   |
|  |               |
|  | Blaufußtölpel |
|  |               |

|  | Maskentölpel                                                  |
|  |                                                               |
|  | \| \| Guanotölpel \| \| \| \| \| \| Blaufußtölpel \| \| \| \| |
|  |                                                               |
|  | Guanotölpel                                                   |
|  |                                                               |
|  | Blaufußtölpel                                                 |
|  |                                                               |

|  | Guanotölpel   |
|  |               |
|  | Blaufußtölpel |
|  |               |

|  | Basstölpel                                                  |
|  |                                                             |
|  | \| \| Kaptölpel \| \| \| \| \| \| Australtölpel \| \| \| \| |
|  |                                                             |
|  | Kaptölpel                                                   |
|  |                                                             |
|  | Australtölpel                                               |
|  |                                                             |

|  | Kaptölpel     |
|  |               |
|  | Australtölpel |
|  |               |

|  | Basstölpel                                                  |
|  |                                                             |
|  | \| \| Kaptölpel \| \| \| \| \| \| Australtölpel \| \| \| \| |
|  |                                                             |
|  | Kaptölpel                                                   |
|  |                                                             |
|  | Australtölpel                                               |
|  |                                                             |

|  | Kaptölpel     |
|  |               |
|  | Australtölpel |
|  |               |

|  | Maskentölpel                                                  |
|  |                                                               |
|  | \| \| Guanotölpel \| \| \| \| \| \| Blaufußtölpel \| \| \| \| |
|  |                                                               |
|  | Guanotölpel                                                   |
|  |                                                               |
|  | Blaufußtölpel                                                 |
|  |                                                               |

|  | Guanotölpel   |
|  |               |
|  | Blaufußtölpel |
|  |               |

|  | Maskentölpel                                                  |
|  |                                                               |
|  | \| \| Guanotölpel \| \| \| \| \| \| Blaufußtölpel \| \| \| \| |
|  |                                                               |
|  | Guanotölpel                                                   |
|  |                                                               |
|  | Blaufußtölpel                                                 |
|  |                                                               |

|  | Guanotölpel   |
|  |               |
|  | Blaufußtölpel |
|  |               |

|  | Maskentölpel                                                  |
|  |                                                               |
|  | \| \| Guanotölpel \| \| \| \| \| \| Blaufußtölpel \| \| \| \| |
|  |                                                               |
|  | Guanotölpel                                                   |
|  |                                                               |
|  | Blaufußtölpel                                                 |
|  |                                                               |

|  | Guanotölpel   |
|  |               |
|  | Blaufußtölpel |
|  |               |

|  | Maskentölpel                                                  |
|  |                                                               |
|  | \| \| Guanotölpel \| \| \| \| \| \| Blaufußtölpel \| \| \| \| |
|  |                                                               |
|  | Guanotölpel                                                   |
|  |                                                               |
|  | Blaufußtölpel                                                 |
|  |                                                               |

|  | Guanotölpel   |
|  |               |
|  | Blaufußtölpel |
|  |               |

Der Ornithologe Bryan Nelson hat vorgeschlagen, den Kaptölpel sowie den Australtölpel als Allospezien der Superspezies Basstölpel aufzufassen. Vom Kaptölpel unterscheidet sich der Australtölpel nur durch eine etwas kleinere unbefiederte Partie rund um die Augen, eine dunklere Iris und die schwarze Färbung der mittleren vier Schwanzfedern. Eine Hybridisierung mit Kaptölpeln kommt gelegentlich vor.

## Belege

### Einzelbelege
1. ↑  Shirihai, S. 207
2. ↑  Higgins, S. 752
3. ↑  Higgins, S. 749
4. ↑  Nelson, 2005, S. 291
5. ↑  Higgins, S. 754
6. ↑  Higgins, S. 759
7. 1 2 3 4 5 6  Higgins, S. 760
8. ↑  V.L. Friesen, D.J. Anderson: Phylogeny and evolution of the Sulidae (Pelecaniformes: Aves): a test of alternative nodes of specification. In: Molecular Phylogenetics and Evolution 1997, Nr. 7, S. 252–260